# Goodenia xanthosperma
Goodenia xanthosperma är en tvåhjärtbladig växtart som beskrevs av Ferdinand von Mueller. Goodenia xanthosperma ingår i släktet Goodenia och familjen Goodeniaceae. Inga underarter finns listade i Catalogue of Life.